# Імені Алькея Маргулана
імені Альке́я Маргула́на (каз. Әлкей Марғұлан) — село у складі Екібастузької міської адміністрації Павлодарської області Казахстану. Адміністративний центр та єдиний населений пункт сільського округу імені Алькея Маргулана.
Населення — 491 особа (2021; 505 у 2009, 601 у 1999, 1130 у 1989).
Національний склад станом на 1989 рік:
- казахи — 40 %
- росіяни — 26 %

Станом на 1989 рік село називалось Степне, до 2006 року — Коктобе.